# Личк (Сюник)
Личк (арм. Լիճք) — село в южной части Сюникской области в Армении.
Главой сельской общины является Ованнес Мирзоян.

## География
Расположено на автодороге Каджаран — Мегри. Расстояние до Капана — 21 км, до Еревана — 350 км.

## Достопримечательности
В селе расположена церковь Сурб Карапет (XVII в.), церковь Звараванк (XVII в.) и два моста (XVII в.).

## Природа
В горных степях и лугах в окрестностях села обитает много редких видов бабочек, два из них включены в Красную книгу МСОП, семь — в Красную книгу Европы, четыре — в Красную книгу Армении. В частности там представлены: толстоголовка истодовая (Pyrgus alveus), толстоголовка Юпа (Pyrgus jupei), толстоголовка-запятая (Hesperia comma), мнемозина (Parnassius mnemosyne), аполлон (Parnassius apollo), горная белянка (Pieris bryoniae), желтушка тизо (Colias thisoa), желтушка аврорина (Colias aurorina), бархатница Эффенди (Satyrus effendi), бархатница бризеида (Chazara briseis), голубянка викрама (Pseudophilotes vicrama), голубянка арион (Maculinea arion), голубянка эвмед (Eumedonia eumedon), голубянка пиренейская (Agriades pyrenaicus), голубянка донниковая (Polyommatus dorylas), голубянка Рипперта (Agrodiaetus ripartii), голубянка дамон (Agrodiaetus damon), Agrodiaetus altivagans, Boloria caucasica, Thersamonia thetis. Всего представлены 103 вида бабочек (44 % от общего числа видов в Армении). Организация Butterfly Conservation Armenia включила окрестности села Личк в число особо важных для сохранения бабочек районов.

## Галерея

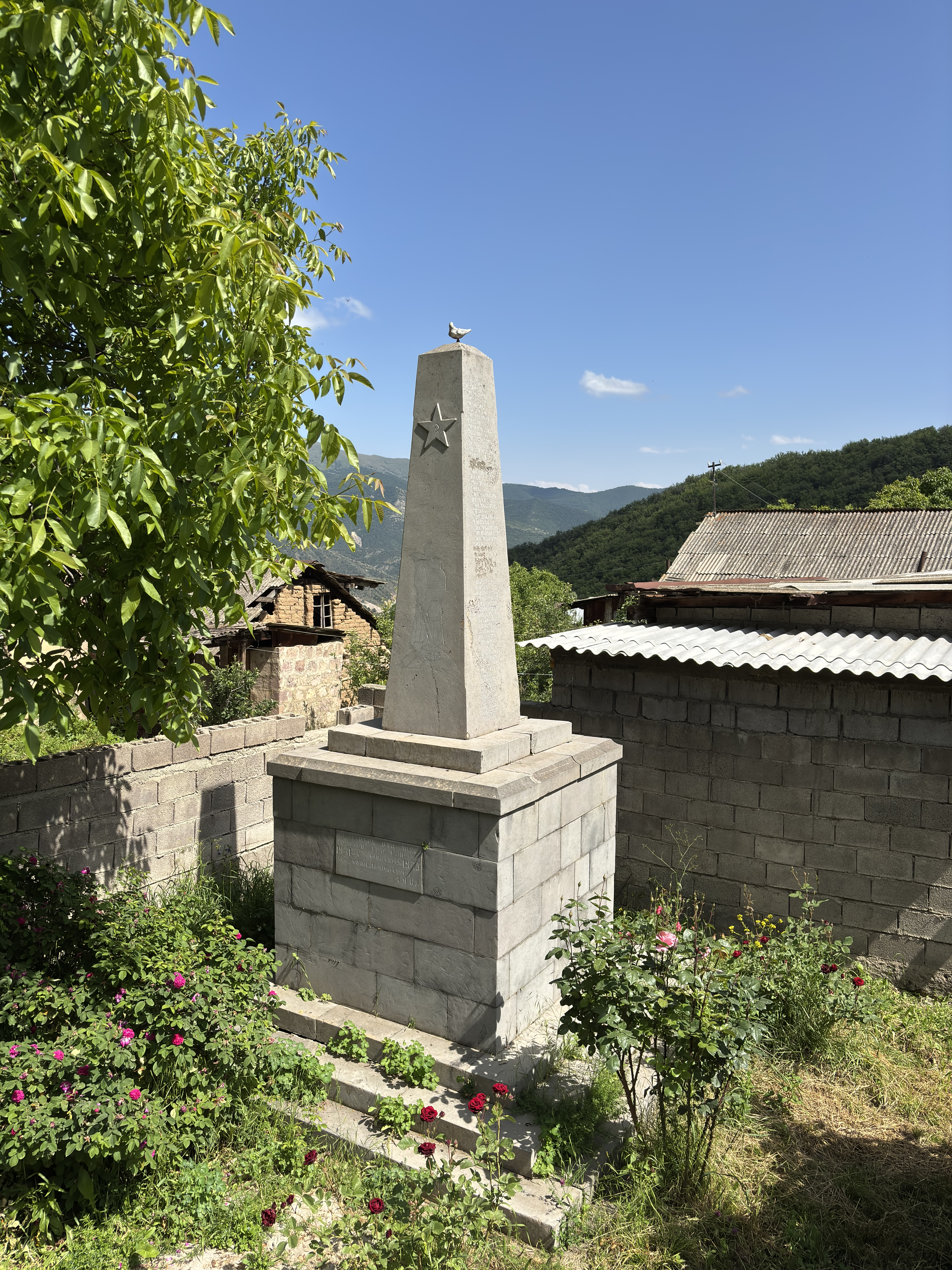
Памятник односельчанам, погибшим в Великой Отечественной войне